# Bartel Wielki
Bartel Wielki – wieś kociewska w Polsce, położona w województwie pomorskim, w powiecie starogardzkim, w gminie Kaliska, na Pojezierzu Starogardzkim.
Domniemywa się, że nazwa wsi wywodzi się od imienia Bartel notowanego już w dokumentach z 1428 r. Potwierdzeniem istnienia takowego imienia, jest informacja zawarta w lustracji Prus Królewskich z 1624 r., która podaje, że na terenach starostwa człuchowskiego w 1624 r. mieszkał młynarz Bartel Jeskie.
Inną możliwość na pochodzenie nazwy wsi Bartel Wielki, podaje Józef Milewski wywodząc ją od słów barć, bartnik.
Nazwa Bartel Wielki jest jedyną taką nazwą wsi w Polsce. 
Bartel Wielki jest wsią sołecką położoną wśród wielkiego kompleksu leśnego. Zabudowa wsi jest rozproszona i rozciąga się na przestrzeni około 2 kilometrów, równolegle do biegnącej drogi asfaltowej. Na dzień 31 grudnia 2007 roku wieś Bartel Wielki zamieszkiwało 140 osób w 28 zabudowaniach gospodarskich, zajmujących łącznie z okolicznymi lasami, powierzchnię 3216 ha.
W ramach Pomorskiego Programu Odnowy Wsi, budynek zlikwidowanej szkoły w Bartlu Wielkim został odremontowany i przekształcony w Ośrodek Rozwoju i Integracji Sołectwa. Z tych samych środków postawiono obok drewniany obiekt na styl wigwamu, gdzie wewnątrz przy murowanym kominku, może pomieścić się naraz około 50 osób.
We wsi Bartel Wielki odbywa się corocznie Festyn Rodzinny organizowany przez Radę Sołecką. 

## Podział administracyjny
W latach 1975–1998 miejscowość administracyjnie należała do województwa gdańskiego.

## Historia
11 maja 1946 5 Wileńska Brygada AK rozbiła grupę operacyjną KBW i UB pod Bartlem Wielkim.